# Плоцк (Украина)
Плоцк (укр. Плоцьк) — село, относится к Арцизскому району Одесской области Украины.
Население по переписи 2001 года составляло 517 человек. Население в 2025 году составляет 411 человек. Почтовый индекс — 68453. Телефонный код — 4845. Занимает площадь 1,37 км². Код КОАТУУ — 5120480703.

## Население и национальный состав
По данным переписи населения Украины 2001 года распределение населения по родному языку было следующим (в % от общей численности населения):
По Виноградовскому сельскому совету: украинский — 13,55 %; русский — 5,41 %; болгарский — 75,20 %; армянский — 0,21 %; гагаузский — 0,18 %; молдавский — 0,52 %; румынский — 0,03 %; греческий — 4,71 %.
По селу Виноградовка: украинский − 3,02 %; русский — 4,33 %; болгарский — 86,18 %; армянский — 0,24 %; гагаузский — 0,15 %;молдавский — 0,42 %; румынский — 0,03 %; греческий — 5,44 %.
По селу Плоцк: украинский — 80,85 %; русский — 12,38 %; болгарский — 5,03 %; гагаузский — 0,39 %; молдавский — 1,16 %.

## Местный совет
68452, Одесская обл., Арцизский р-н, с. Виноградовка, ул. Ленина, 114